# Mostowo (gmina)
Mostowo (od 1973 Szreńsk) – dawna gmina wiejska istniejąca do 1954 roku w woj. warszawskim. Nazwa gminy pochodzi od wsi Mostowo, lecz siedzibą władz gminy był Szreńsk.
Za Królestwa Polskiego gmina należała do powiatu mławskiego w guberni płockiej. 13 stycznia 1870 do gminy przyłączono pozbawiony praw miejskich Szreńsk.
W okresie międzywojennym gmina Mostowo należała do powiatu mławskiego w woj. warszawskim. Po wojnie gmina zachowała przynależność administracyjną. Według stanu z 1 lipca 1952 roku gmina składała się z 20 gromad.
Gminę zniesiono 29 września 1954 roku wraz z reformą wprowadzającą gromady w miejsce gmin. Jednostki nie przywrócono 1 stycznia 1973 roku po reaktywowaniu gmin, utworzono natomiast jej terytorialny odpowiednik, gminę Szreńsk.